# Donigal, Sakleshpur
Donigal là một làng thuộc tehsil Sakleshpur, huyện Hassan, bang Karnataka, Ấn Độ.